# Ilex kwangtungensis
Ilex kwangtungensis — вид квіткових рослин з родини падубових.

## Морфологічна характеристика
Це вічнозелене дерево чи кущ 6–14 метрів заввишки. Кора сіро-бура, гладка, зі світлими, дрібними, округлими, злегка опуклими сочевичками. Молоді гілочки чорні, коли сухі, поздовжньо ребристі, залозисто запушені, запушені чи майже голі; старі гілочки темно-сіро-бурі, кулясті, запушені чи голі. Ніжка листка 7–17 мм, адаксіально (верх) поздовжньо борозенчаста, дрібно запушена. Листова пластина коричнева чи глибоко оливкова, коли суха, яйцеподібно-еліптична, довгаста чи ланцетна, 7–16 × 3–7 см, обидві поверхні дуже дрібно запушені (кучеряві ворсинки), коли молоді, густо розташовані на середній жилці та абаксіально, голі чи майже голі, край дрібно зазубрений чи майже суцільний, злегка загнутий, верхівка загострена. Плід червоний, в сухому стані чорний, еліпсоїдної форми, 7–9 мм у діаметрі. Квітне у травні й серпні; плодить у вересні — грудні.

## Поширення
Ареал: південь і південний схід Китай у т. ч. Хайнань. Населяє вічнозелені широколисті ліси, чагарникові ліси на схилах гір; на висотах від 300 до 1200 метрів.

## Використання
Коріння і листя використовують при лікуванні гепатиту, травматичних ушкоджень, набряків і болю в суглобах.